# Форест Сайлънс
Форест Сайлънс (Forest Silence в превод от английски Горска тишина) е унгарска блек метъл група, основана през 1996 година в Сомбатхей.

## Състав
- Winter – вокал

Бивши членове
- Nagy Andreas – китара
- Zoltan Schoenberger – барабани

## Дискография
Full-length
- 2006 – „Philosophy of Winter“

Demo
- 1997 – „The 3rd Winter“
- 2000 – „Winter Circle“
- 2002 – „The Eternal Winter“

EP
- 2010 – „Winter Ritual“